# ویتمور (میشیگان)
ویتمور، میشیگان (به انگلیسی: Whittemore, Michigan) یک شهر در ایالات متحده آمریکا با جمعیت ۳۸۴ نفر است که در میشیگان واقع شده‌است.

## موقعیت جغرافیایی
موقعیت جغرافیایی شهرها و مناطق اطراف به شرح زیر است: